# Barry McCrea
Pour l’article homonyme, voir McCrea.
Barry McCrea (né le 15 octobre 1974) est un écrivain irlandais. 

## Biographie
Il grandit à Dalkey, près de Dublin, et suit les cours du Gonzaga College puis du Trinity College, à Dublin (1993–1997), où il étudie la littérature française et espagnole. Il reçoit un Ph.D. de l'université de Princeton en 2004, et il enseigne actuellement la littérature comparée à l'université Yale.
Son roman The First Verse est publié chez Carroll & Graf en 2005. Barry McCrea a remporté un grand nombre de récompenses et a été sélectionné pour le programme de Barnes & Noble « Discover Great New Writers ». Son travail est encensé par de prestigieux critiques tels Edmund White et Colm Tóibín.
The First Verse tisse un lien littéraire entre les capitales irlandaises et françaises : « Mes écrits se sont toujours concentrés sur un axe Dublin-Paris, tant figuratif que littéral. Mon dernier roman se terminait avec Dublin et Paris s’évanouissant l’une dans l’autre et devenant une seule et même ville. »
The First Verse a été traduit en espagnol sous le titre Literati (DestinoLibro, 2006), en allemand sous le titre Die Poeten der Nacht (Aufbau, 2008).

## Œuvre
- The First Verse (2005)